# Верхній Кут
Ве́рхній Кут — село Сніжнянської міської громади Горлівського району Донецької області, Україна. Населення становить 9 осіб.

## Загальні відомості
Відстань до райцентру становить близько 55 км і проходить автошляхом Н21.
Землі села межують із територією с. Дякове Антрацитівський район Луганської області.
Унаслідок російської військової агресії із серпня 2014 р. Верхній Кут перебуває на тимчасово окупованій території.

## Населення
За даними перепису 2001 року населення села становило 9 осіб, з них 77,78 % зазначили рідною українську мову, а 22,22 % — російську.